# Fryderyk Wilhelm (książę Brunszwiku)
Fryderyk Wilhelm (ur. 9 października 1771 w Brunszwiku, zm. 16 czerwca 1815 pod Quatre Bras, obecnie w Belgii) – niemiecki książę Brunszwiku-Lüneburga i Oleśnicy z dynastii Welfów. Przejściowo także władca Brunszwiku-Wolfenbüttel.

## Życiorys

### Lata 1771–1805
Fryderyk Wilhelm przyszedł na świat w Brunszwiku, jako czwarty syn Karola Wilhelma i Augusty Fryderyki. Z uwagi na fakt posiadania aż trzech starszych braci: Karola Jerzego Augusta (1766 – 20 września 1806), Jerzego Wilhelma Krystiana (1769–1811) i Augusta (1770–1822), Fryderyk nie był brany pod uwagę przy ewentualnym dziedziczeniu tronu.
W 1789 roku wstąpił do armii pruskiej w stopniu kapitana i wziął udział w kampanii przeciw rewolucyjnej Francji. Był to początek antyfrancuskiej drogi na jaką wstępował przyszły książę.
W kilkanaście lat później – w 1805 – zmarł bezpotomnie członek rodziny Welfów, książę oleśnicki Fryderyk August (29 października 1740 – 8 października 1805) i swoje dobra przekazał właśnie Fryderykowi. Było to jednak niewielkie księstewko położone na Dolnym Śląsku pod bezpośrednią zwierzchnością pruską.

### Lata 1806–1809
Przełomowym wydarzeniem dla Fryderyka Wilhelma stała się bitwa pod Jeną-Auerstedt z 14 października 1806 roku, w której Fryderyk Wilhelm, brał udział już jako generał major. Podczas walki zginął wówczas feldmarszałek pruski i ojciec Fryderyka, książę Brunszwiku Karol Wilhelm. Z uwagi na przedwczesną śmierć najstarszego brata, Karola Jerzego (zmarł niespodziewanie 20 września) i po ogłoszeniu za niezdolnych do pełnienia władzy pozostałych braci, najmłodszy syn zmarłego księcia nieoczekiwanie został jedynym sukcesorem księstwa Brunszwiku. Władzy jednak nie zdołał objąć, gdyż na skutek działań militarnych i politycznych Napoleona I, które zakończyły się klęską Królestwa Prus, ziemie brunszwickie weszły w skład stworzonego właśnie pokojem w Tylży Królestwa Westfalii.
Wobec takiego rozwoju wypadków prawowity następca brunszwickiego tronu udał się do Bruchsalu w Badenii, gdzie rządził jako niezależny Wielki Książę jego szwagier, Karol Fryderyk Badeński. W Badenii Fryderyk Wilhelm przebywał do roku 1809, kiedy to po zawiązaniu się V koalicji postanowił walczyć przeciw Napoleonowi.

### Czarny Korpus

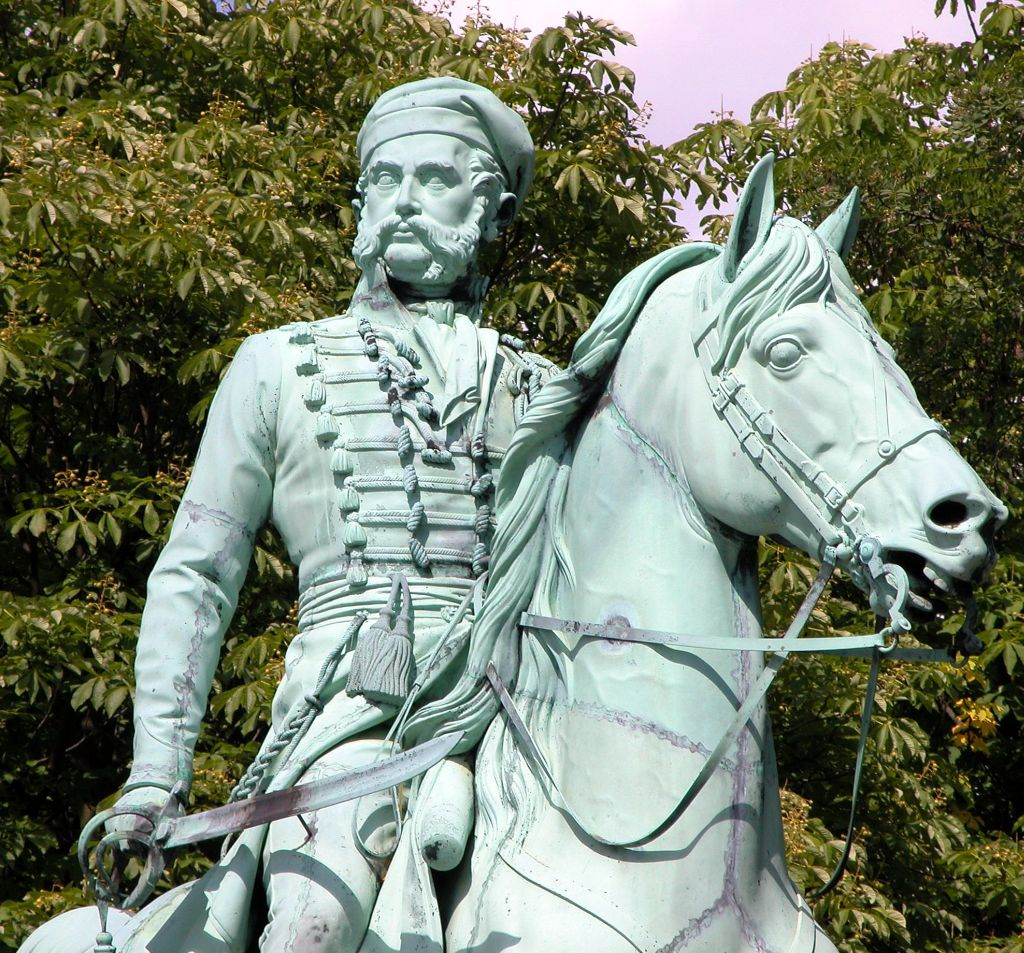
Pomnik Czarnego Księcia w Brunszwiku

Dzięki zgromadzonym środkom (m.in. zastawienie Oleśnicy) udało mu się zebrać wojsko, ze względu na mundury nazwane Czarnym Korpusem. Jeszcze w tym samym roku książę zdołał wyzwolić Brunszwik, a następnie przedostał się do Wielkiej Brytanii i przez kolejne cztery lata brał udział razem ze swoim Korpusem w licznych walkach na Półwyspie Iberyjskim.
Jako że książę był dowódcą Czarnego Korpusu, nadano mu przezwisko Czarny Książę. Wśród współczesnych mu ludzi, on sam jak i jego żołnierze cieszyli się dużym szacunkiem i popularnością.

### Lata 1813–1815

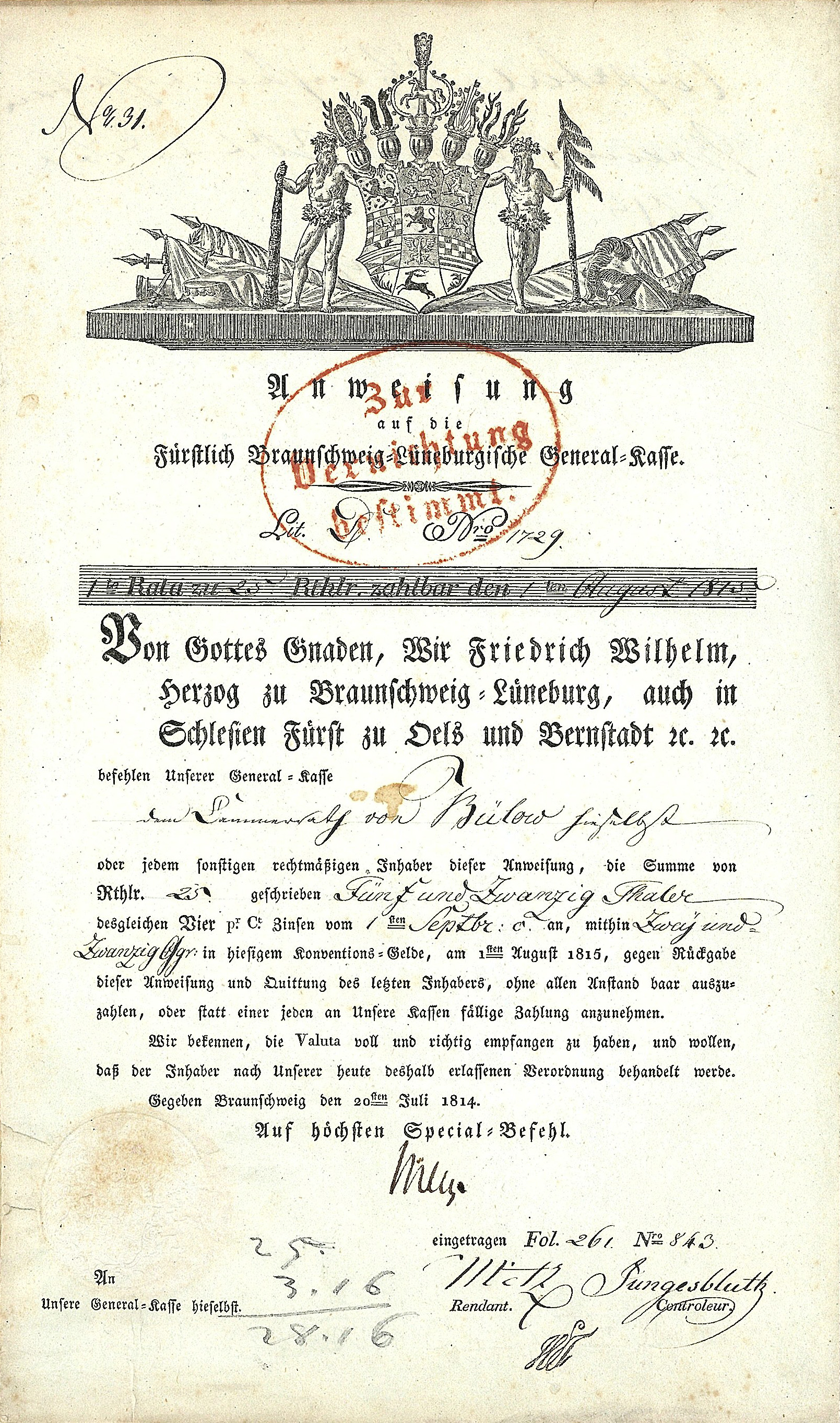
4% obligacja Fryderyka Wilhelma, księcia Brunszwiku-Lüneburga na 25 talarów, wyemitowana w Brunszwiku 20 lipca 1814 r., z możliwością wykupu w książęcej braunszwicko-lüneburskiej kasie generalnej, zaciągnięta w celu sfinansowania wojny wyzwoleńczej przeciwko Napoleonowi

W grudniu 1813 Fryderyk Wilhelm powrócił do swojej ojczyzny jako bohater. Spokój nie trwał jednak długo. Już bowiem w 1815 we Francji znów władzę objął Napoleon I i rozpoczęła się nowa wojna. Jako zaciekły antybonapartysta Czarny Książę po raz kolejny stanął przeciwko Cesarzowi Francuzów. W kampanii podporządkował się z całą armią Wellingtonowi, lecz udziału w Bitwie pod Waterloo nie wziął. Dwa dni wcześniej, 16 czerwca uczestnicząc w krwawej bitwie pod Quatre Bras, otrzymał śmiertelną ranę i zmarł na polu bitwy.
Szczątki Fryderyka Wilhelma pochowane są obecnie w brunszwickiej katedrze. 

## Rodzina
W 1802 Fryderyk Wilhelm poślubił Marię Elżbietę Badeńską (1782–1808), z którą doczekał się trójki dzieci:
- synów: Karola (1804–1873) i Wilhelma (1806–1884) – obaj następowali po sobie jako książęta Brunszwiku
- córki, martwo urodzonej (16 kwietnia 1808).

## Tytuły
- 1771–1806: Jego Dostojna Wysokość Książę Brunszwiku-Wolfenbüttel;
- wrzesień – październik 1806: Jego Dostojna Wysokość Dziedziczny Książę Brunszwiku;
- październik 1806 – 1815: Jego Dostojna Wysokość Książę Brunszwiku.